# Bozhúritsa
Bozhúritsa (búlgaro: Божу̀рица) es un pueblo de Bulgaria perteneciente al municipio de Dolna Mitropoliya de la provincia de Pleven.
Se ubica a orillas del río Vit, unos 5 km al noreste de Dolna Mitropoliya.

## Demografía
En 2011 tenía 992 habitantes, de los cuales el 66,12% eran étnicamente búlgaros y el 21,77% gitanos.
En anteriores censos su población ha sido la siguiente:
| Gráfica de evolución demográfica de Bozhúritsa entre 1934 y 2011 |
|                                                                  |